# Eilat Mazar
Eilat Mazar (10 de setembro de 1956 – 25 de maio de 2021) foi uma arqueóloga israelense. Ela se especializou em Jerusalém e arqueologia fenícia. Ela também foi uma pessoa chave na arqueologia bíblica conhecida por sua descoberta da Grande Estrutura de Pedra, que ela supôs ser o palácio do Rei Davi.

## Biografia
Eilat Mazar nasceu em 10 de setembro de 1956. Ela era neta do pioneiro arqueólogo israelense Benjamin Mazar, que serviu como presidente da Universidade Hebraica de Jerusalém. Ela obteve um Bacharelado em Artes pela mesma instituição, antes de se juntar à equipe de escavação de Yigal Shiloh em 1981 e trabalhar lá por quatro anos. Ela recebeu o título de Doutora em Filosofia pela Universidade Hebraica em 1997. Sua tese foi escrita sobre a cultura da Fenícia, com base nas escavações que realizou em Achziv.
Mazar teve uma filha de seu primeiro casamento, que terminou em divórcio. Seu segundo casamento foi com Yair Shoham, que também era arqueólogo. Eles permaneceram casados até sua morte por ataque cardíaco em 1997, aos 44 anos. Juntos, eles tiveram três filhos.
Mazar faleceu em 25 de maio de 2021. Ela tinha 64 anos e sofria de uma longa doença não especificada antes de sua morte.

## Carreira na arqueologia
Mazar serviu como membro sênior no Shalem Center. Ela trabalhou nas escavações do Monte do Templo e nas escavações em Achzib. Ela foi anteriormente chefe do Instituto de Arqueologia do Shalem Center.

### A Grande Estrutura de Pedra ("Palácio do Rei David")
Em 4 de agosto de 2005, Mazar anunciou que havia descoberto em Jerusalém o que pode ter sido o palácio do rei bíblico Davi, segundo a Bíblia, o segundo rei de um Reino Unido de Israel, que pode ter governado no final do século XI ao início do X século a.C. Agora referida como a estrutura da Grande Pedra, a descoberta de Mazar consiste em um edifício público que ela datava do século 10 a.C, um rolo de cobre, cerâmica do mesmo período e uma bula de argila, ou selo inscrito, de Jehucal, filho de Selemias, filho de Shevi, um oficial mencionado pelo menos duas vezes no Livro de Jeremias. Em julho de 2008, ela também encontrou uma segunda bula, pertencente a Gedaliah ben Pashhur, que é mencionado junto com Jehucal em Jeremias 38:1. A escavação foi patrocinada pelo Shalem Center e financiada por um banqueiro de investimento americano, Baron Corso de Palenzuela Ha Levi-Kahana Mayuha. A terra é propriedade da Fundação Ir David.
Amihai Mazar, professor de arqueologia da Universidade Hebraica e primo de Mazar, chamou a descoberta de "algo de um milagre". Ele disse que acredita que o edifício pode ser a Fortaleza de Sião que Davi teria capturado. Outros acadêmicos duvidam que as paredes da fundação sejam do palácio de Davi. Eles sugerem que a Grande Estrutura de Pedra é um enorme edifício jebuseu que foi construído no final do domínio jebuseu sobre Jerusalém. Em seu relatório preliminar publicado em 2009, a Dra. Mazar reconheceu que isso era possível, mas também explicou por que é altamente improvável. Os jebuseus não teriam investido o tempo e os recursos necessários para construir uma enorme estrutura palaciana fora de sua cidade-fortaleza, numa época em que os israelitas cresciam em poder e se preparavam para conquistar o território jebuseu.

### Muralha de Neemias
Em 2007, Mazar descobriu o que ela sugeriu ser o muro de Neemias.

#### Portão salomônico e torre
Em 2010, Mazar anunciou a descoberta de parte das antigas muralhas da cidade ao redor da cidade de Davi, que ela acreditava datar do século X a.C. De acordo com Mazar, "é a construção mais significativa que temos desde os dias do Primeiro Templo em Israel" e "Isso significa que naquela época, o século X, em Jerusalém havia um regime capaz de realizar tal construção". O décimo século antes de Cristo é o período que a Bíblia descreve como o reinado do Rei Salomão. Nem todos os arqueólogos acreditam que havia um estado forte naquela época, e o arqueólogo Aren Maeir tem dúvidas sobre tais alegações e sobre a datação de Mazar.

### Inscrição de Ophel
Em 2012, Mazar anunciou a descoberta de uma inscrição na escavação de Ofel. A inscrição Ophel foi feita em um grande jarro de armazenamento, e apenas um pedaço de 8 letras foi preservado. Várias leituras foram sugeridas, bem como várias atribuições, possivelmente a jebuseus ou a hebreus. Datado do século XI ao X a.C.

### Tesouro de ouro em Ophel
Em 9 de setembro de 2013, a Universidade Hebraica de Jerusalém anunciou que Eilat Mazar descobriu recentemente um tesouro de ouro no sopé do Monte do Templo, que remonta ao final do período bizantino (início do século VII). Apelidado de Tesouro de Ophel, o esconderijo de 1.400 anos contém um medalhão de ouro no qual uma menorá, um shofar e um rolo da Torá estão gravados.

### Bula de Ezequias
Em 2015, Mazar fez a descoberta da bula real do bíblico Ezequias, que diz "Pertencente a Ezequias [filho de] Acaz rei de Judá" e data entre 727-698 a.C. Esta foi, de acordo com Mazar, "a primeira vez que uma impressão de selo de um rei israelita ou judeu veio à luz em uma escavação arqueológica científica".

### Bula de Isaías
Em 2018, Mazar publicou um relatório discutindo a descoberta de outra bula que ela disse que pode ter pertencido a Isaías, profeta e contemporâneo de Ezequias. Ela acreditava que o fragmento fazia parte de um selo cujo texto completo poderia ser "Pertencente ao profeta Isaías". Outros especialistas, incluindo Christopher Rollston, da Universidade George Washington, apontaram que a bula está incompleta e que a inscrição atual não se refere necessariamente à figura bíblica.

## Método científico
Mazar era uma maximalista bíblica e, segundo ela mesma, "trabalho com a Bíblia em uma mão e as ferramentas de escavação na outra, e tento considerar tudo".
No entanto, Israel Finkelstein e outros arqueólogos da Universidade de Tel Aviv sinalizaram preocupação de que, com referência à datação de 2006 da "muralha da cidade salomônica" na área ao sul do Monte do Templo conhecida como "Ofel", "o texto bíblico domina esta operação de campo, não a arqueologia. Se não fosse pela leitura literal de Mazar do texto bíblico, ela nunca teria datado os restos do século X a.C com tanta confiança. No entanto, os acadêmicos agora concordam com a datação dessa estrutura feita por Mazar.
Mazar foi advertida pelo epígrafo Ryan Byrne após a confusão de 2008 sobre a inscrição no selo Shelomit, que "na corrida louca para relatar artefatos bíblicos ao público ou conectar descobertas com as pessoas ou eventos mais obscuros relatados na Bíblia, às vezes há uma tendência a comprometer a cautela analítica que objetos de tal valor tanto merecem."

## Obras publicadas
- Mazar, Eilat (2006). «Did I Find King David's Palace?». Biblical Archaeology Review. 32 (1) (January/February): 16–27, 70 ISSN 0098-9444. (em inglês)
- Mazar, Eilat (2004). The Phoenician Family Tomb N.1 at the Northern Cemetery of Achziv (10th-6th centuries BCE). Sam Turner Expedition. Final Report of the Excavations (Cuadernos de Arquelogia Mediterranea 10), Barcelona. (em inglês)
- Mazar, Eilat (2003). The Phoenicians in Achziv, The Southern Cemetery. Jerome L. Joss Expedition. Final Report of Excavations 1988-1990 (Cuadernos de Arquelogia Mediterranea 7), Barcelona. (em inglês)
- Mazar, Eilat (2003). The Temple Mount Excavations in Jerusalem 1968–1978 Directed by Benjamin Mazar Final Reports Vol. II: The Byzantine and Early Islamic Periods. Col: Qedem. 43. Jerusalem: Institute of Archaeology, Hebrew University of Jerusalem. (em inglês). (em inglês)
- Mazar, Eilat (2002). The Complete Guide to the Temple Mount Excavations. Jerusalem: Shoham Academic Research and Publication. ISBN 965-90299-1-8. (em inglês)
- Mazar, Eilat (1999). The Monastery of the Virgins - Byzantine Period - Temple Mount Excavations in Jerusalem. [S.l.]: Institute of Archaeology, Hebrew University of Jerusalem. (em inglês)
- Mazar, Eilat. with Mazar, B. (1989). Excavations in the South of the Temple Mount. The Ophel of Biblical Jerusalem, Jerusalem. (em inglês)